# Ївон Петра
Ївон Петра (фр. Yvon Petra; 8 березня 1916 — 12 вересня 1984) — колишній французький тенісист.
Найвищу одиночну позицію світового рейтингу — 4 місце досяг 1946 року (за даними А. Волліса Маєрса).
Здобув 18 одиночних титулів.
Перемагав на турнірах Великого шолома в одиночному, парному та змішаному парному розрядах.
Завершив кар'єру 1955 року.

## Фінали турнірів Великого шолома

### Одиночний розряд: 1 (1 перемога)
| Результат | Рік  | Турнір               | Покриття | Суперник    | Рахунок                 |
| --------- | ---- | -------------------- | -------- | ----------- | ----------------------- |
| Перемога  | 1946 | Вімблдонський турнір | Трава    | Джефф Браун | 6–2, 6–4, 7–9, 5–7, 6–2 |

### Парний розряд: 2 (2 перемоги)
| Результат | Рік  | Турнір            | Покриття | Партнер         | Суперники                 | Рахунок                  |
| --------- | ---- | ----------------- | -------- | --------------- | ------------------------- | ------------------------ |
| Перемога  | 1938 | Чемпіонат Франції | Ґрунт    | Бернар Дестремо | Дон Бадж Джин Мако        | 3–6, 6–3, 9–7, 6–1       |
| Перемога  | 1946 | Чемпіонат Франції | Ґрунт    | Марсель Бернар  | Енріке Мореа Панчо Сегура | 7–5, 6–3, 0–6, 1–6, 10–8 |

### Мікст: 3 (1–2)
| Результат | Рік  | Турнір               | Покриття | Партнер            | Суперники                   | Рахунок        |
| --------- | ---- | -------------------- | -------- | ------------------ | --------------------------- | -------------- |
| Перемога  | 1937 | Чемпіонат Франції    | Ґрунт    | Сімонн Матьє       | Марі-Луїзе Горн Ролан Журню | 7–5, 7–5       |
| Поразка   | 1937 | Вімблдонський турнір | Трава    | Сімонн Матьє       | Еліс Марбл Дон Бадж         | 4–6, 1–6       |
| Поразка   | 1937 | Чемпіонат США        | Трава    | Сільві Юнґ Анротен | Сара Палфрі-Кук Дон Бадж    | 2–6, 10–8, 0–6 |